# Gunnera prorepens
Gunnera prorepens är en gunneraväxtart som beskrevs av Joseph Dalton Hooker. Gunnera prorepens ingår i släktet gunneror, och familjen gunneraväxter. Inga underarter finns listade.